# رویرتو کامارله
رویرتو کامارله (ایتالیایی: Roberto Cammarelle؛ زادهٔ ۲۲ مارس ۱۹۸۰) بوکسور اهل ایتالیا است.